# Ignacio Olagüe
Ignacio Olagüe Videla (San Sebastián, 12 de febrero de 1903-Játiva, 10 de marzo de 1974) fue un paleontólogo e historiador español.

## Biografía
Nacido el 12 de febrero de 1903, estudió Derecho en las universidades de Valladolid y Madrid. De 1924 a 1936 trabajó en el laboratorio de paleontología del Museo de Ciencias Naturales de Madrid, donde fue discípulo de José Royo. Perteneció a la junta directiva de la Real Sociedad Española de Historia Natural y participó en coloquios internacionales. En 1929 fundó el primer cine-club español y una galería de arte en Madrid, junto a Ernesto Giménez Caballero.  Militó en las Juntas de Ofensiva Nacional-Sindicalista (JONS). No se autoexilió y no tuvo problemas, bajo el franquismo, con sus tesis históricas, más bien lo contrario. Desde los años 50, viajó y publicó en Francia. Fue vicepresidente de la Sociedad Internacional para el estudio comparado de las civilizaciones. Escribió La Revolución islámica en Occidente (1974), donde defendía algunos aspectos de las teorías de Américo Castro. 
Gran parte de su biblioteca, con obras del siglo XVII, entre las que sobresalen las ediciones de Francisco de Quevedo, fue donada a la Casa de Velázquez.

## Obra
Geológica y biológica
- Varios estudios sobre la estratigrafía jurásica del norte de España
- La ley del movimiento acelerado en la evolución (1954)

Histórica
- La Decadencia Española (¿1939?). El título completo es "La Decadencia Española. Ensayo para la rectificación de la Historia de España". Olagüe defendía que no hubo decadencia española hasta el siglo XIX, lo que contradecía parte del relato de nación del franquismo, que básicamente es el mismo que se creó en el siglo XIX. El libro fue bien acogido, y por ejemplo, fue favorablemente reseñado en el ABC por Melchor Fernández Almagro (23-11-1939): "Nuestra Patria no ha dejado de contar nunca -ni en los tiempos de mayor dureza polémica-con  defensores  de  su  augusta  personalidad  histórica:  impugnadores,  por  tanto  de  esa “leyenda negra” que el malogrado Julián Juderías hubo de denunciar en su conocido libro (...)  Con  todo  es  forzoso  reconocer  que  no  han  sido  pocos  los  españoles  (...)  que  se  han aplicado,  con  extraño  y  malsano  regodeo,  al  estudio  de  la  decadencia  de  España,  antes interesados en abultarla (...) Pues bien: contra este tipo de literatura politicohistótica acaba de reaccionar Ignacio Olagüe mediante un libro titulado La decadencia española, en el quesu autor se define, por su ardimiento, su vigor, su amplitud de curiosidades y lecturas, como un  auténtico  joven  de  cuerpo  y  alma,  exponente  cabal  de  una  generación  que,  ante  todo, quiere creer y crear (...)o que ocurre, con referencia al libro que suscita la presente glosa,  es  que  el  autor,  llevado  de  su  nobilísimo  arrebato  patriótico,  llega  incluso  a  negar  el hecho mismo de la decadencia, sin advertir que, al faltar este triste hecho inicial (...) ni aun tendría sentido nuestra guerra, que habiendo sido motivada por la caída de España en riesgo de muerte, ha exigido un esfuerzo de correlativa intensidad" [4][5]
- Diario (de a bordo) del navegante Juan de la Cosa
- La Revolución islámica en Occidente -también titulada y conocida como Los árabes no invadieron jamás España- Fue publicada en 1969 en Francia con el título "Les Arabes n´ont jamais envahi l´Espagne" y en España en 1974 (ISBN 84-933871-1-8). Se la ha considerado su obra más importante y trascendente en la que argumenta la imposibilidad de que los árabes hubieran invadido Hispania en el 711, al no dominar aun esa zona del norte de África y que los sucesos del 711 se explican como escaramuzas de tropas aliadas norteafricanas en el contexto de una guerra civil y religiosa entre facciones godas católicas (Don Rodrigo), contra godos arrianos o de un arrianismo evolucionado, y contra una población hispana mayoritariamente unitarista (nestoriana, gnóstica, maniquea...), esto es, no católica. Tema muy controvertido y polémico.

Literaria
- El pecado original (comedia, 1953)
- El Demonio y las yemas de San Leandro (novela)
- Martín Alegret, el organero (novela)
- Teresa Cabarrús
- La tragedia del torero

## Polémica historiográfica
Un conjunto de críticos especializados han documentado diversas tesis sobre la invalidez en la historiografía actual de la hipótesis de Olagüe en La revolución islámica en Occidente. Ya en 1974, Pierre Guichard señaló la paradoja de negar la conquista árabe y al mismo tiempo afirmar la «orientalización». Más tarde Emilio González Ferrín, arabista de la Universidad de Sevilla, en su obra Historia General de al-Andalus, continúa, sin embargo, la línea de Olagüe, y considera que su obra ha sido subestimada por motivos políticos y por no tratarse de un académico. Sin embargo, manifiesta que se trata de una obra que "para cualquiera que se la lea es bastante difícil refutar" y señala que "Olagüe... expone algo importantísimo: que las aparentes revoluciones de la historia son evoluciones". Luis Molina anota, por su parte, que la obra de Ferrín no pretende ser historiográfica, sino paródica.
En 2008, la arabista Maribel Fierro, profesora de investigación en el Instituto de Filología del CSIC, insistía en la influencia del perfil ideológico de Olagüe, vinculado a los orígenes del fascismo en España, como aspecto que influye en la polémica historiográfica.
A su vez, el historiador Eduardo Manzano Moreno escribe y considera que "lo más sorprendente de la tesis de Olagüe no es lo descabellada y disparatada que resulta. Teorías históricas absurdas y peregrinas producidas por aficionados, publicistas o, incluso, historiadores académicos que se cuentan por decenas o centenares. Normalmente, suelen ser olvidadas con la misma rapidez con la que provocan un cierto revuelo inicial. En cambio, la idea de que los musulmanes no invadieron realmente Hispania, aunque no despertó excesivo eco en su momento, parece estar recibiendo en los últimos tiempos una renovada atención. A ello ha contribuido en parte su difusión y discusión en ciertos de foros de Internet, donde es bien conocida la preferencia que algunos de sus cultivadores manifiestan por todo cuanto tenga que ver tanto con teorías conspirativas, como con aquello que ponga en cuestión el conocimiento adquirido.
En 2014, Alejandro García Sanjuán publicó una crítica extensa de las tesis de Olagüe sobre la conquista musulmana, analizando la manipulación del período musulmán de la península ibérica a través de una "corriente negacionista, que pretende desvincular el origen de al-Andalus de la conquista y representa", según el autor, "un fraude historiográfico ejecutado sobre la manipulación, en unos casos, y el soslayo, en otros, de los testimonios históricos".